# Pardosa pauxilla
Pardosa pauxilla är en spindelart som beskrevs av Montgomery 1904. Pardosa pauxilla ingår i släktet Pardosa och familjen vargspindlar. Inga underarter finns listade i Catalogue of Life.